# Mohamed Larbi Arouri
Mohamed Larbi Arouri (ur. 13 maja 1983 w Tunisie) – tunezyjski piłkarz, grający na pozycji obrońcy.

## Kariera piłkarska

### Kariera klubowa
W 2002 rozpoczął karierę piłkarską w AS Marsa. W następnym roku przeniósł się do ES Sahel. Latem 2006 wyjechał na Litwę, gdzie bronił barw FBK Kowno. Latem 2009 powrócił do Tunezji, gdzie został piłkarzem AS Kasserine. Ale już w styczniu 2010 roku przeszedł do kazachskiego Ordabasy Szymkent. W lipcu 2010 podpisał kontrakt z ukraińskim Metałurhem Zaporoże, w składzie którego debiutował 25 lipca 2010 w Premier-lidze w meczu z Karpatami Lwów. W 2011 roku odszedł do FK Ołeksandrija. Nie potrafił przebić się do podstawowego składu i w styczniu 2012 powrócił do Ordabasy Szymkent.

## Sukcesy i odznaczenia

### Sukcesy klubowe
- zdobywca Pucharu Tunezji: 2005
- zdobywca Afrykańskiego Pucharu Konfederacji: 2006
- mistrz Litwy: 2006, 2007
- zdobywca Pucharu Litwy: 2008
- mistrz Baltic League: 2008